# Agylla revoluta
Agylla revoluta är en fjärilsart som beskrevs av Paul Dognin 1914. Agylla revoluta ingår i släktet Agylla och familjen björnspinnare. Inga underarter finns listade i Catalogue of Life.